# Coliseum Alfonso Pérez
Coliseum Alfonso Pérez – stadion piłkarski położony w hiszpańskim mieście Getafe. Na stadionie swoje mecze rozgrywa zespół Getafe CF.